# Bruno Loi
Bruno Loi (Avellino, 23 agosto 1941) è un generale italiano, ex comandante di ITALFOR dell'operazione Ibis II di UNOSOM II in Somalia.

## Biografia
Ufficiale dell'Esercito italiano, ha svolto gran parte della carriera militare nei paracadutisti. Tenente Colonnello, nel 1983 ha comandato il battaglione paracadutisti fornito dalla brigata “Folgore”, nell'ambito di ITALCON, la forza di pace italiana in Libano.
Dal 1987 al 1990 è stato addetto militare e per la Difesa all'ambasciata d'Italia a Parigi.
Promosso generale nel 1991, fu destinato al comando della Brigata paracadutisti Folgore. Inviato in Somalia nel dicembre 1992, fino al 6 settembre 1993 è stato al comando del contingente militare italiano impegnato nella missione Ibis, nell'ambito delle operazioni di UNOSOM I e UNOSOM II. Durante il periodo in cui era al comando si verificò la battaglia del pastificio o del Checkpoint Pasta, uno scontro a fuoco tra le truppe italiane a Mogadiscio e alcuni ribelli somali; a seguito dei combattimenti persero la vita tre militari italiani.
In seguito ha comandato l'Accademia militare di Modena, la Regione Militare Autonoma della Sicilia, la Regione militare Sud.
Nel 2002 la IV Sezione penale della Corte di cassazione conferma la sentenza di condanna ad un anno di reclusione, pronunciata nel 2001 dalla Corte d'appello di Firenze, in relazione alla morte di Claudio Triches, allievo dell'Accademia militare di Modena, attinto al collo dalla fune di vincolo in occasione di un lancio avvenuto il 15 luglio 1994 nei pressi di Altopascio. All'epoca dei fatti, Loi ricopriva l'incarico di comandante della Brigata Paracadutisti "Folgore": secondo i giudici, il generale avrebbe inteso procedere al mutamento delle procedure di lancio (adottando la tecnica ad uscita rapida), pur conscio della vetustà del materiale (il paracadute IRVIN 80 B) e dell'insufficiente preparazione del personale di addestramento e delle reclute, onde evitare di dilazionare eccessivamente nel tempo l'adozione della nuova tecnica, per le lungaggini che sarebbero certamente derivate dalla richiesta di sostituzione del materiale vetusto presentata al Ministero (Cass. pen., IV sez., 7026/2003 CED). Da notare, tuttavia, che Loi rinunciò espressamente alla prescrizione.
Nel 2004 è stato posto in congedo con il grado di Tenente Generale. Nel 2004 ha pubblicato per Vallecchi il volume "Peace-keeping, pace o guerra. L'operazione Ibis in Somalia".
È socio effettivo del Lions Club “Modena Estense” e socio onorario del Rotary Club “Firenze Nord” e del Rotary Club “Mantova Sud”.